# 粗茎贝母
粗茎贝母（学名：Fritillaria crassicaulis）为百合科贝母属下的一个种。

## 扩展阅读
- 維基物種上的相關：粗茎贝母